# Онтарийский колледж искусства и дизайна
Колледж искусства и дизайна Онтарио (сокращенно OCAD) — крупнейший и старейший в Канаде университет искусства и дизайна. Университет расположен в Торонто на улице Маккол, к юго-востоку от Художественной галереи Онтарио. Помимо классических курсов, дающих степень бакалавра изящных искусств и бакалавра дизайна, OCAD также предлагает междисциплинарные курсы, включающие новые медиа.
Школа искусств Онтарио была основана в 1876 году и в 1931 году была переименована в Художественный колледж Онтарио. Нынешнее название колледж носит с 1996 года. У OCAD есть ряд известных выпускников, таких как актёр и режиссёр Майкл Айронсайд. В 1969/70 году Рой Эскотт внес радикальные изменения в учебные программы и внутренний распорядок университета.

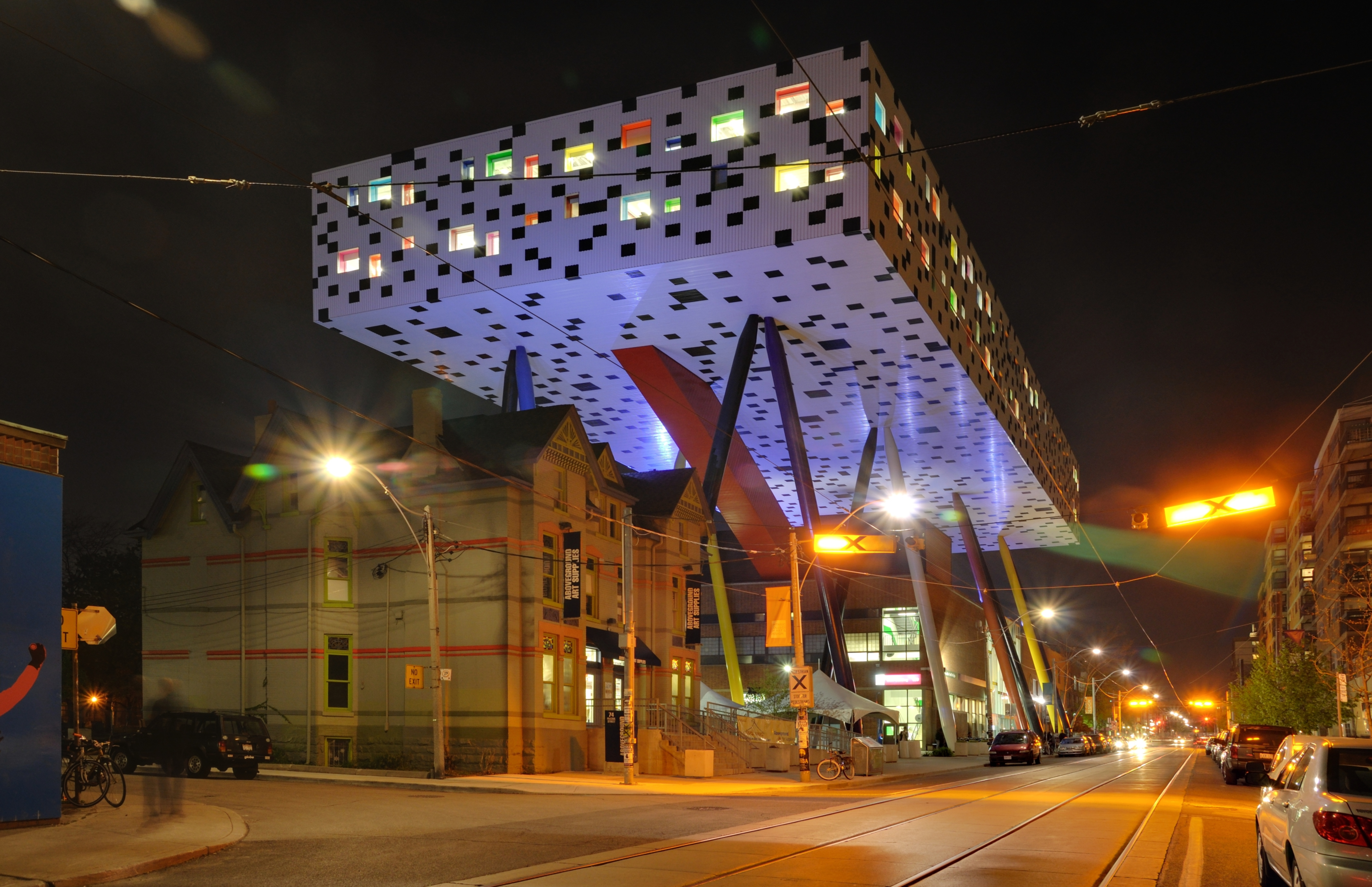
Центр дизайна Sharp

В 2004 году институт включил в свой состав Центр дизайна имени Шарпа, который был спроектирован архитектором Уиллом Олсопом в сотрудничестве с офисом Robbie / Young + Wright Architects Inc. Пристройка, стоимость которой составляет 42,5 миллиона долларов, представляет собой белый кубоид на сваях высотой 26 метров. В прямоугольном двухэтажном корпусе расположены выставочные залы, лекционные и административные помещения дизайн-центра. Помимо квадратных окон, черные квадраты разного размера создают иллюзию того, что конструкция перфорирована.